# Scaevatula
Scaevatula é um género de gastrópode  da família Clavatulidae.
Este género contém as seguintes espécies:
- Scaevatula amancioi Rolan & Fernandes, 1992
- Scaevatula pellisserpentis Gofas, 1990